# Серавецца
Серавецца (итал. Seravezza) — коммуна в Италии, располагается в регионе Тоскана, в провинции Лукка.
Население составляет 13 253 человека (2008 г.), плотность населения составляет 340 чел./км². Занимает площадь 39 км². Почтовый индекс — 55047, 55040. Телефонный код — 0584.
Покровителями коммуны почитаются Пресвятая Богородица (Madonna del Soccorso), святые Лаврентий и Варвара (Серавецца), празднование 10 августа, Рох (Pozzi); Иосиф (Querceta), празднование 19 марта; San Luigi (Ripa).

## Демография
Динамика населения:

## Администрация коммуны
- Официальный сайт: http://www.comune.seravezza.lucca.it/